# アルファロメオ・166
166は、アルファロメオが製造・販売していた自動車である。

## 歴史
1998年まで生産されていた「164」の後継モデルと位置付けられ、「156」や「159」といった乗用車よりも上位に位置する、アルファロメオのフラッグシップモデルであった。164がピニンファリーナのデザインであったのに対して、166はデ・シルヴァ在籍中の社内チームによってデザインされた。
エンジンは2.0L 直列4気筒 ツインスパークや2.0L V型6気筒 ターボ、3.2L V型6気筒のガソリンエンジンや2.4L 直列5気筒のディーゼルエンジンを搭載するモデルも存在していたが、日本に正規輸入されたのは3.0L V型6気筒および2.5L V型6気筒のガソリンエンジンのみであった。トランスミッションは、欧州では6速/5速MTの他、アイシン精機（現:アイシン）製5速ATもあった。日本には、ZF製4速ATを搭載したモデルが導入された。
2001年、日本への2.5L V型6気筒エンジンモデルの輸入が中止されるとともに、3.0L V型6気筒エンジンが36101型に変更となった。2004年のマイナーチェンジにてフェイスリフトが行われ、ジョルジェット・ジウジアーロによってデザインされた大きな盾型のグリルが採用するなど、フロント周りのデザインが変更された。
2005年10月には右ハンドル市場から撤退、2008年には後継モデルの発表がないままに生産終了となった。